# Szorbitán-laurát
A szorbitán-laurát (más néven E493) a laurinsav és a szorbit reakciójából keletkezik. A ezek a zsírsavak növényekben, és állatokban egyaránt megtalálhatók, de élelmiszeripari célokra leginkább növényi eredetűeket használnak, bár az állati eredet sem zárható ki. Az állati eredetről kizárólag a gyártó adhat felvilágosítást.

## Élelmiszeripari felhasználása
Élelmiszerek esetén emulgeálószerként, és stabilizálószerként, E493 néven alkalmazzák.  Számos különböző élelmiszerben előfordulhat.

## Egészségügyi hatások
Napi maximum beviteli mennyisége 25 mg/testsúlykg. Nincs ismert mellékhatása. 